# فلاسيس ماراس
فلاسيس ماراس (باليونانية: Βλάσης Μάρας ، مواليد 31 مارس 1983) لاعب جمباز يوناني حصل على لقب أفضل رياضي في اليونان لعام 2009. في دورة الألعاب الأولمبية الصيفية لعام 2004 ، كان المرشح المفضل على المستوى المحلي في مسابقة عارضة أفقية الرجال ، لكنه فشل في التأهل للنهائي بعد حصوله على المركز 13 في التصفيات. إنه بطل العالم مرتين في عارضة الأفقية وبطل أوروبا خمس مرات.
شارك في حدث عارضة الأفقية في دورة الألعاب الأولمبية الصيفية 2016 في ريو دي جانيرو، البرازيل. حل في المركز 38 في التصفيات ولم يتقدم إلى النهائي.